# Lea-Artibai
Lea-Artibai è una comarca della Spagna, situata nella comunità autonoma dei Paesi Baschi ed in particolare nella provincia di Biscaglia.